# Герб Віміозу
Ге́рб Віміо́зу — офіційний символ містечка Віміозу, Португалія. Використовується як територіальний герб. У срібному щиті зелена пальмова гілка, обабіч якої шість червоних веж, по три з кожного боку. Щит увінчує срібна мурована містечкова корона з чотирма вежами.  Під щитом біла стрічка, на якій великими літерами напис португальською: «vila de Vimioso» (містечко Віміозу).  Офіційно затверджений 27 квітня 1935 року.  

## Галерея

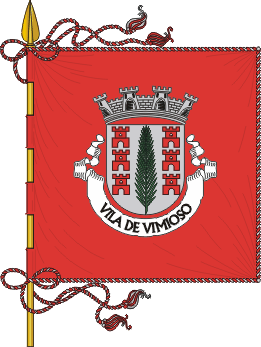
Прапор